# Бальдини, Антонио
Антонио Бальдини (10 октября 1889, Рим — 6 ноября 1962) — итальянский писатель
, эссеист, журналист, литературный критик, военный корреспондент, редактор. Член Итальянской академии (с 1939). Член-корреспондент Национальной академии деи Линчеи (1953—1957).

## Биография
Представитель графского рода. После окончания в 1916 году факультета гуманитарных наук Римского университета занимался журналистикой. Был военным корреспондентом на фронтах Первой мировой войны.
В 1919 году вместе с Риккардо Баккелли и Винченцо Кардарелли был соучредителем журнала La Ronda. Сотрудничал с итальянским журналом L’Illustration , газетами La Tribuna и Il Resto del Carlino, с 1924 года регулярно писал критические статьи о литературе в Corriere della Sera .
С 1931 года — редактор журнала La Nuova Antologia.
В 1941 году принимал участие в организованном нацистами немецком культурно-пропагандистском Веймарском собрании поэтов.
В 1950 и 1959 годах был президентом Римской квадриеннале.
Похоронен на римском кладбище Кампо Верано.

## Творчество
Как прозаик, дебютировал в 1914 году.
А. Бальдини — автор ряда прозаических произведений, эссе, рассказов, статей, книг-путешествий, нескольких биографий, сатирической повести «Michelaccio» (1924), где выводится тип современного итальянского «ладзарони» (босяка).

## Награды
- Премия Муссолини Королевской академии Италии (1937)
- В 1957 году стал лауреатом престижной премии Фельтринелли по литературе (размер премии 5 млн. ₤).

## Память
- Имя А. Бальдини носят две публичные библиотеки в Италии: в Сантарканджело-ди-Романья и Риме.

## Избранные произведения
- Pazienze e impazienze di Maestro Pastoso, Roma, 1914
- Nostro Purgatorio. Fatti personali del tempo della guerra italiana 1915—1917, Milano, 1918
- Umori di gioventù, Firenze, 1920
- Salti di gomitolo, 1920
- Michelaccio, Roma, 1924
- La dolce calamita ovvero La donna di nessuno, Bologna, 1929
- Amici allo spiedo, Firenze, 1932
- Ludovico della tranquillità, Bologna, 1933
- La vecchia del Bal Bullier, Bologna, 1934
- Italia di Bonincontro, Firenze, 1940
- Cattedra d’occasione, 1941
- Il Sor Pietro, Firenze, 1941
- Rugantino, Milano, 1942
- Diagonale 1930 Parigi-Ankara, Milano, 1943
- Se rinasco…, fatti personali, 1944
- Fine Ottocento. Carducci, Pascoli, D’Annunzio e minori, Firenze, 1947.
- Melafumo, Torino, 1950
- Il doppio Melafumo, Torino, 1955
- «Quel caro magon di Lucia», 1956
- Nuovi Racconti italiani , Roma, 1963